# Poste d'aiguillage informatique
 (janvier 2016).
Si vous disposez d'ouvrages ou d'articles de référence ou si vous connaissez des sites web de qualité traitant du thème abordé ici, merci de compléter l'article en donnant les références utiles à sa vérifiabilité et en les liant à la section « Notes et références ».

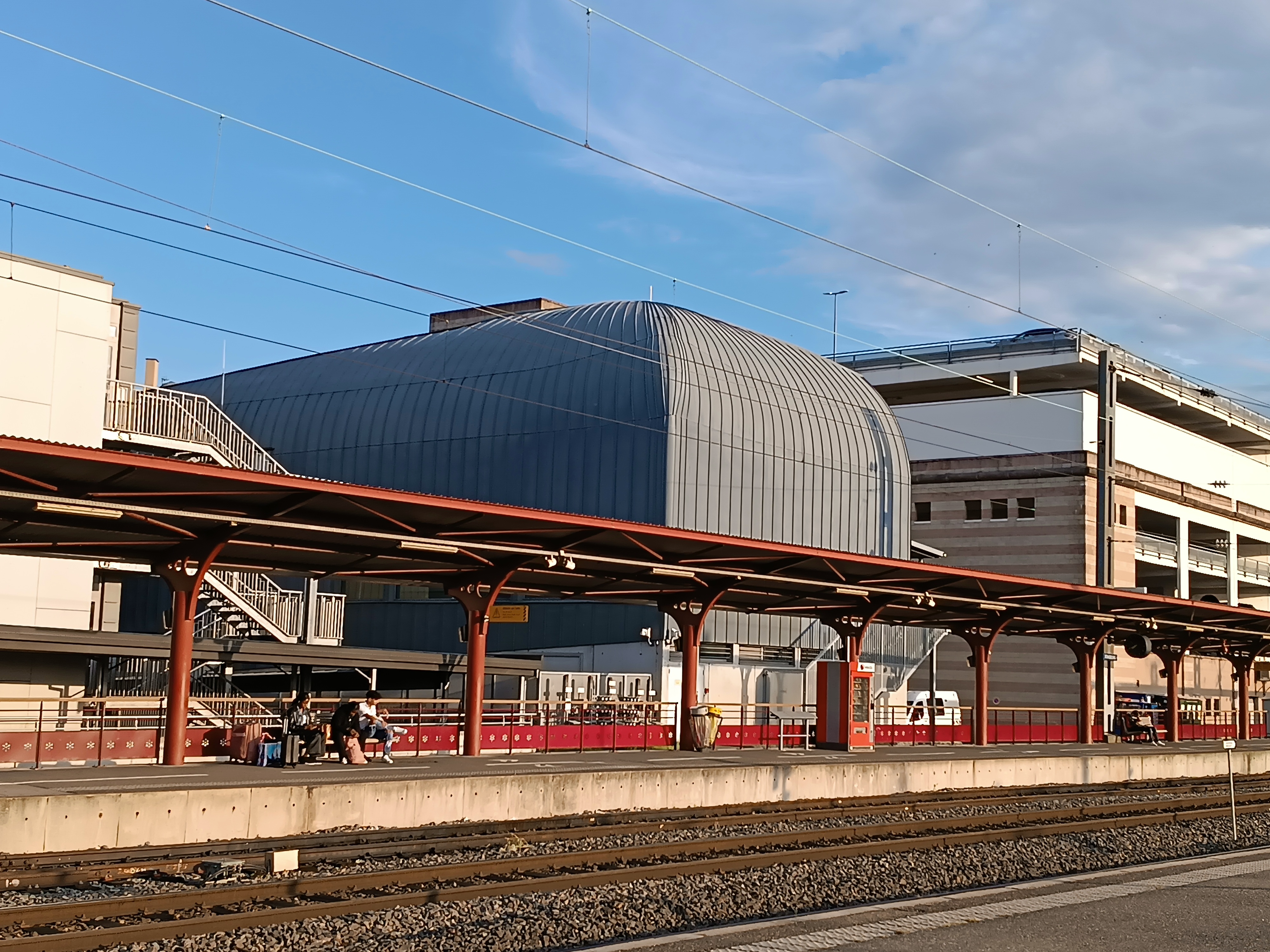
PAI de Strasbourg vu depuis les quais de la gare centrale

Les postes PAI sont des postes d'aiguillage informatisés utilisés sur le réseau ferroviaire français par SNCF Réseau. Ils se déclinent en deux générations listées ci-dessous.

## PAI type SSI
Le PAI ou PAI SSI, développé par Alstom est la première génération de poste dont les enclenchements sont réalisés informatiquement, contrairement à la première génération de PRCI dont seule la commande est informatisée. C'est un poste d'origine anglaise (de technique « SSI » pour Solid State Interlocking, dont le premier a été mis en service en 1985) adapté à la signalisation française.
Il est constitué de quatre niveaux fonctionnels : Interface Homme-machine (IHM), enclenchement, interface campagne, installation à la voie. Le niveau enclenchement représente la partie « SSI » à proprement dite ; l'interface campagne développée conjointement avec la Belgique est décentralisée en plusieurs centres en campagne reliés en boucle optique aux armoires d'enclenchement. Les modules de ces centres sont adaptés suivant les installations à desservir à proximité. Ils sont appelés "modules campagne", peuvent être de trois types : aiguille, signal ou entrées/sorties. En anglais, on parle de TFM pour "track function module". 
Il présente l'inconvénient d'avoir un coût relativement élevé. Sur le plan de la maintenabilité, le PAI ne permet pas, dans un certain nombre de cas, une transparence totale des interventions, de maintenance notamment, vis-à-vis de la circulation des trains. 
Les premières installations en France ont concerné des postes du domaine du PRG (Roanne en 1997, Lunéville).  
La Belgique concentre depuis 1992 tout son réseau avec cette technologie.
Une évolution a été entreprise pour étendre son domaine à des postes plus importants et aux postes comportant des zones de voies de service, appelés PAI GGO pour "grande gare optimisée" (comme Lyon Guillotière, deux postes mis en service en 2007 et 2011).
Ce type de poste est en général télécommandé depuis un MISTRAL (Module Informatique de Signalisation et de TRaitement des ALarmes) ou un SNCI-T (Système Normalisé de Commande Informatique - module Traitement). Il peut être commandé localement depuis un MINTEX (Module d’Interface EXploitant).

## PAI 2006
Le terme PAI 2006 désigne l'ensemble des postes informatiques de nouvelles générations conçus par trois entreprises :
- Alstom : SLOK (Smartlock : littéralement "enclenchement intelligent")
- Ansaldo STS : SEI2006 (Système Enclenchement Intégré), à ne pas confondre avec le poste de type SEI utilisé sur LGV.
- Thales : PIPC 2006 (Poste Informatique de type PC), à ne pas confondre avec le poste de type PIPC (V0 ou V1), plus ancien.

Ce type de poste ne peut pas être commandé localement. Il ne peut être que télécommandé par un MISTRAL ou par un ATS+ (nouvelle technologie de poste de commande/contrôle prévue pour le réseau Île-de-France).

## ARGOS
Le terme ARGOS désigne la troisième génération de postes d'aiguillage informatiques. Le développement de cette nouvelle technologie est réalisé sous le régime du Partenariat d'innovation.
À la suite d'une phase de recherche où 4 groupements d'entreprise ont proposé leur solution, les 3 groupements retenus pour la phase de développement et de déploiement sont :
- Alstom
- Hitachi Rail STS / Systra / Eiffage Énergie Systèmes
- Thales / Equans / SNIC Signalisation (Activité systèmes cédée par Vossloh Cogifer)

L'objectif de cette nouvelle génération de postes est d'accélérer le renouvellement des installations de signalisation en réduisant les délais d'installation, les coûts d'installation, de maintenance et d'exploitation tout en étant moins sensibles aux perturbations et plus performant que les PAI 2006.
Comme pour le PAI 2006, ces postes ne pourront être que télécommandé par un MISTRAL ou un ATS+.